# 阎里乡
阎里乡，是中华人民共和国河北省邢台市南和区下辖的一个乡镇级行政单位。

## 行政区划
阎里乡下辖以下地区：
阎里村、大郝村、宋台村、南杨庄村、聂庄村、段村、东南张村、北庄村、阎圈村、前高庄村、后高庄村和河上村。